# جورج جوزيف بير
جورج جوزيف بير (بالألمانية: Georg Joseph Beer)‏ هو بروفيسور وطبيب نمساوي، ولد في 23 ديسمبر 1763 في فيينا في النمسا، وتوفي بنفس المكان في 11 أبريل 1821.